# Ononis spinosa
L'ononide spinosa (Ononis spinosa L., 1753) è una pianta appartenente alla famiglia delle Fabacee, comunemente nota come arrestabue o bonaga.

## Etimologia
Sembra sia stato Teofrasto a nominare per primo la pianta con la parola ononics (che deriva dalla parola onos = asino; probabilmente nome di un cibo preferito da questi animali). Ma potrebbe derivare anche (secondo altri autori) dalla parola onemi = deliziare in modo delicato (forse per la grazia dei suoi delicati fiori).

Questa pianta Linneo la pose alla base della fondazione del genere Ononis. Prima ancora però la troviamo, nel Rinascimento, in certi "Herbarii" col nome di Resta bovis e Remora aratri.

La conoscenza di questa pianta resta comunque molto antica. I Greci e i Latini la usavano (ci informa Dioscoride) per eliminare piccoli calcoli renali (infatti la sua somministrazione favorisce la diuresi).
Il nome comune - tipo Arrestabue o Stancabue - è inteso in quanto le spine di questa pianta non sono gradite da quegli animali. Un'altra versione ci dice invece che, a causa del suo voluminoso ceppo radicale, i buoi sotto l'aratro faticavano non poco quando il campo ne era infestato.

## Descrizione

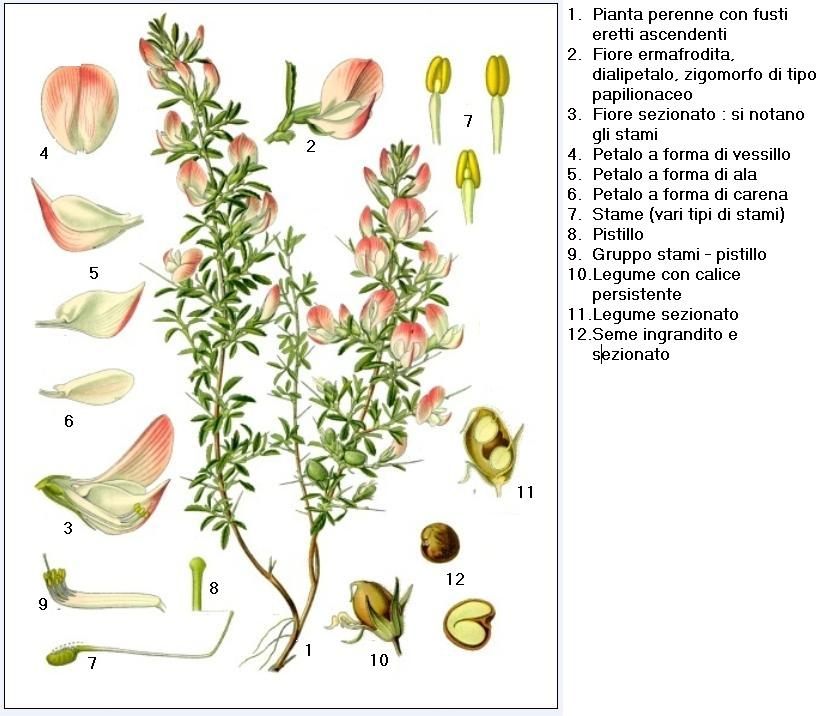
Le parti con descrizione

La forma biologica è camefita suffruticosa (Ch frut): sono piante perenni i cui fusti sono legnosi solo alla base, generalmente di piccole dimensioni.

### Radici
La radice è di tipo fascicolato. Le radici hanno un odore acre.

### Fusto
Il fusto epigeo è peloso e ghiandoloso disposto su 1-2 file longitudinali. Altezza media 30–50 cm. (raramente 70 cm). Delle spine a coppie sono presenti sulle ascelle fogliari e all'apice. Il fusto è spesso lignificato alla base.

### Foglie
- Foglie inferiori: sono trifogliate (formate da tre foglioline e ogni segmento ha forma ellittica) con breve picciolo. Alla base alloggiano 2 stipole (cioè due foglioline amplessicauli) ovali, dentate, allungate e ghiandolose.
- Foglie superiori: sono indivise (formate da una sola fogliolina), ellittiche a lamina dentellata.

### Fiori
I fiori sono solitari o al massimo in gruppi di 2-3 e si trovano all'ascella delle foglie cauline superiori.

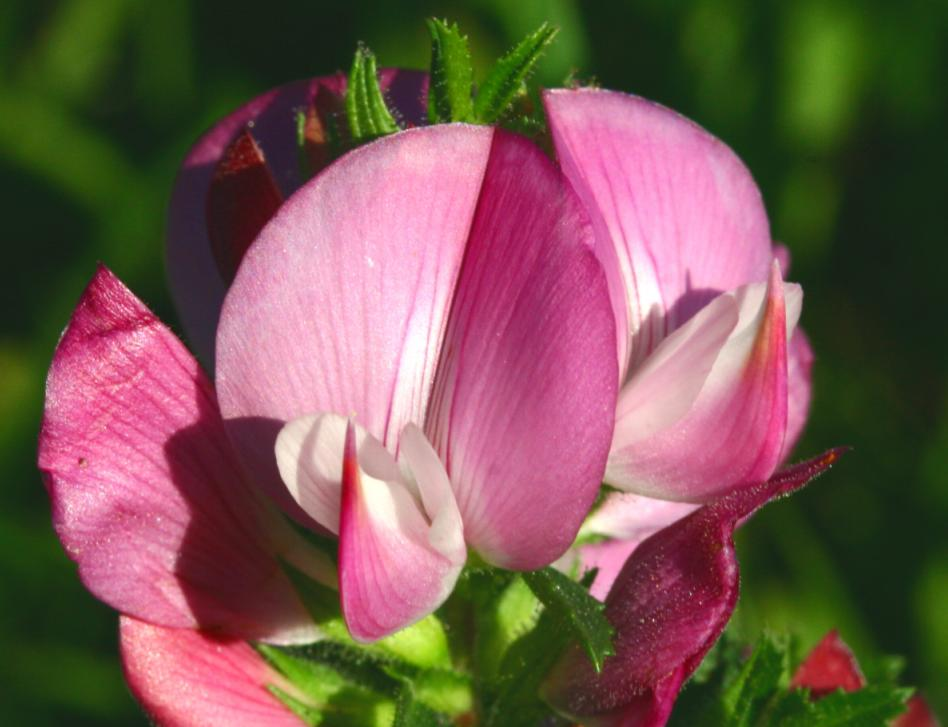
Fiore con 5 petali
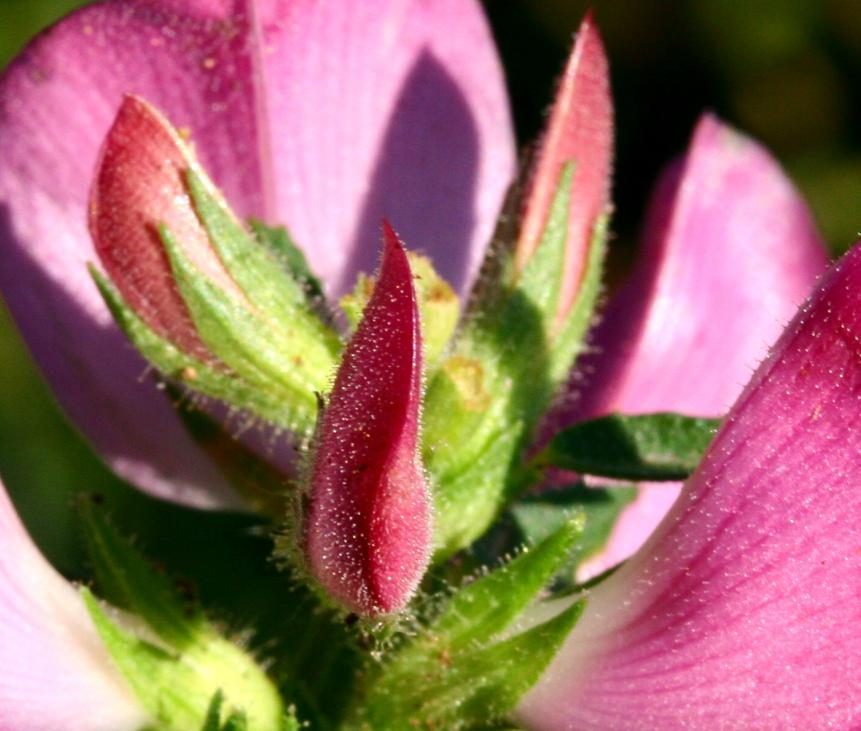
Calice con sepali verdi sporgenti
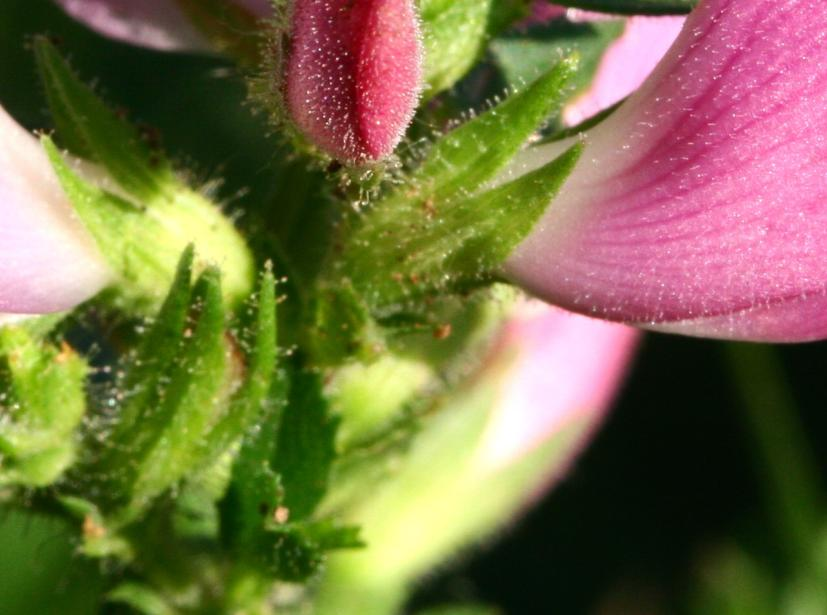
Spine a coppie all'apice del fusto

Fiore ermafrodita, dialipetalo, zigomorfo con un breve peduncolo.
- Calice: gamosepalo campanulato a 5 denti lunghi e sporgenti verdi (lungo 8–10 mm).
- Corolla: papilionacea lunga 10 –30 mm.
- Petali: sono in numero di 5 dal colore roseo - vinoso (a volte bianco); il superiore ripiegato verso l'alto (si chiama vessillo); 2 sono laterali (si chiamano ali); quelli inferiori sono concresciuti (si chiamano carena).
- Stami: 10 in un androceo monoadelfo.
- Ovario supero monocarpellare
- Fioritura: da giugno a settembre
- Impollinazione: tramite api (è una pianta particolarmente visitata da questi insetti pronubi).

### Frutti
Legume peloso, lungo come il calice. La superficie del frutto è ghiandolosa e pelosa. Al suo interno vi trovano posto da uno a quattro semi tondeggianti dal colore scuro.

## Distribuzione e habitat
Corologicamente la specie è eurimediterranea: il suo areale è quindi centrato sulle coste mediterranee; è largamente diffusa in Europa ma si trova anche in Asia minore e in nord Africa.
Cresce in prati e pascoli aridi, lungo i bordi delle strade e dei campi, sulle dune di sabbia. Questa pianta si trova principalmente in terreni argillosi o calcarei in aree sufficientemente soleggiate. Contribuisce al miglioramento del suolo nei terreni poveri e sabbiosi poiché fissa l'azoto atmosferico.
In Italia si trova in prati aridi o incolti e ai margini dei sentieri. Distribuzione altitudinale: dal piano a circa 1300 m s.l.m.

## Tassonomia
Sono note le seguenti sottospecie:
- Ononis spinosa subsp. spinosa
- Ononis spinosa subsp. antiquorum (L.) Arcang.
- Ononis spinosa subsp. australis (Širj.) Greuter & Burdet
- Ononis spinosa subsp. austriaca (Beck) Gams
- Ononis spinosa subsp. diacantha (Sieber ex Rchb.) Greuter
- Ononis spinosa subsp. leiosperma (Boiss.) Širj.
- Ononis spinosa subsp. masquillierii (Bertol.) Negodi
- Ononis spinosa subsp. procurrens (Wallr.) Briq.

## Usi

### Farmacia
La pianta ha proprietà diuretiche, depurative e antinfiammatorie. Esternamente può essere usata per calmare il prurito generato da forme eczematose; internamente come collutore per gengive sanguinanti.
La pianta contiene tra l'altro: glucosi isoflavonici, saponina, ononina, onocerina, biocanina, mentolo, tannino, acido citrico.

### Industria
Anticamente si usavano le giovani estremità di questa pianta per ricavare tinture di vari colori (verde, giallo ma anche il rosso).
Nella Russia medievale, era usata per la produzione di un tipo di acciaio noto col nome di "Bulat". Sebbene il processo originale sia ora perso, è noto che comportava l'immersione dell'arma finita in una vasca contenente uno speciale liquido di cui faceva parte l'estratto di Ononis spinosa (il nome della pianta in russo, stalnik, riflette il suo ruolo storico), quindi la spada veniva fatta raffreddare più velocemente galoppando su un cavallo contro il vento, permettendogli di indurirsi maggiormente nelle parti sottili..

### Cucina
Si possono usare nelle insalate le foglie giovani appena nate (il sapore si avvicina a quello delle fave). Vengono usati anche i fiori e le radici.

Va comunque usata con attenzione in quanto presenta una certa tossicità.

## Galleria d'immagini

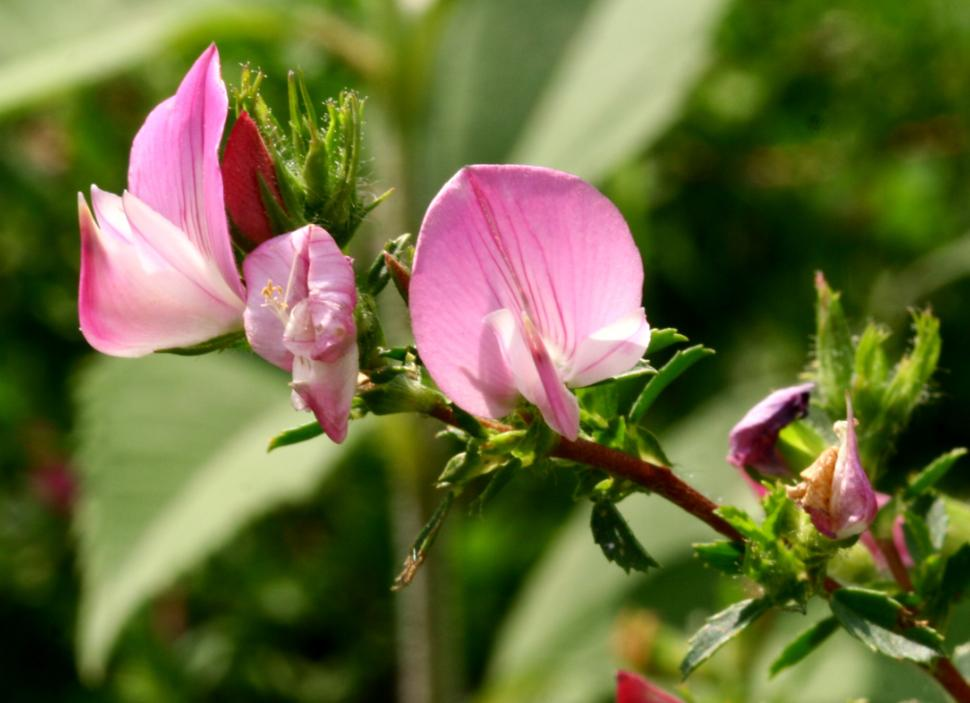
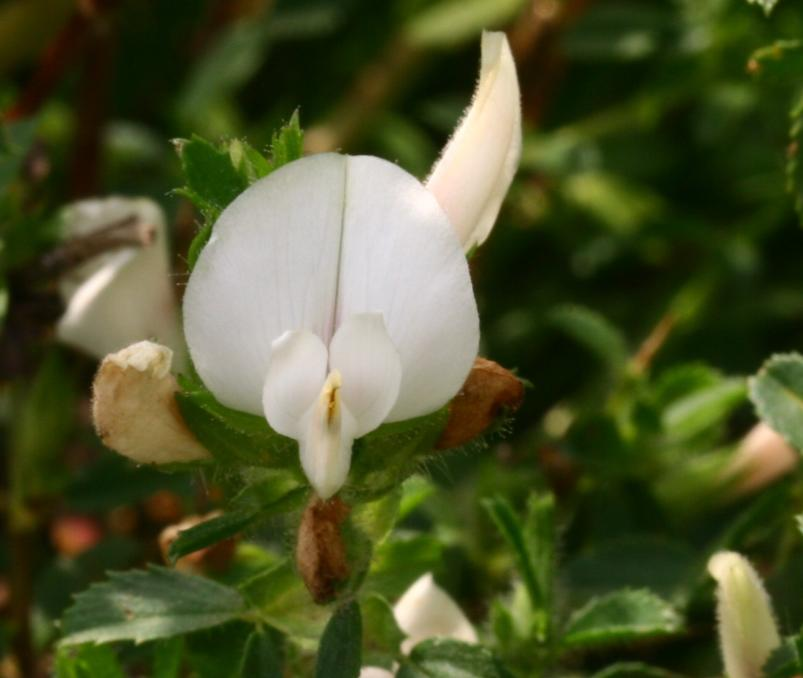
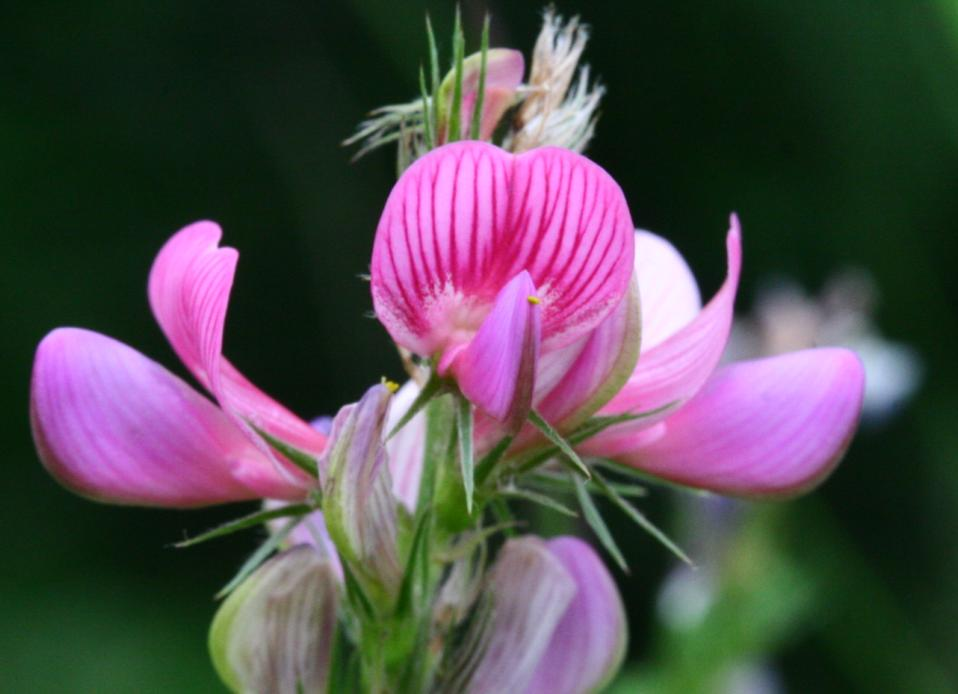
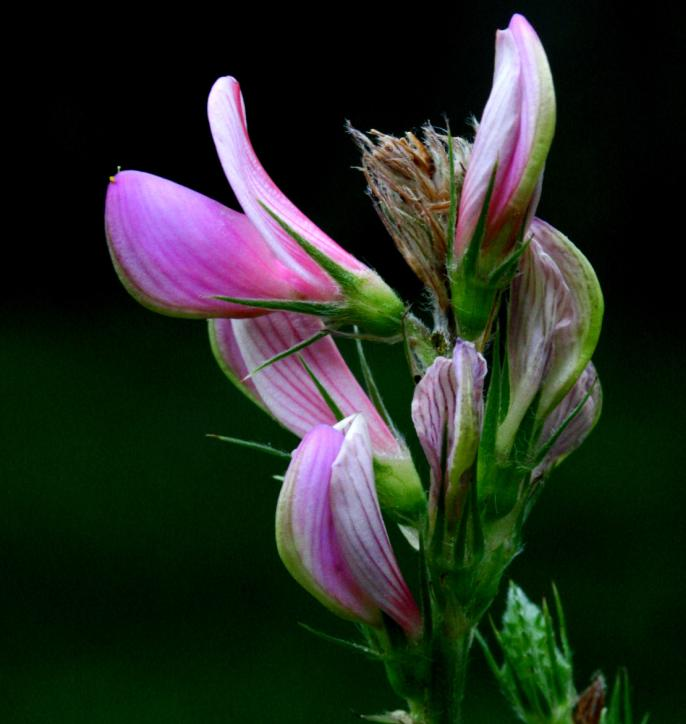
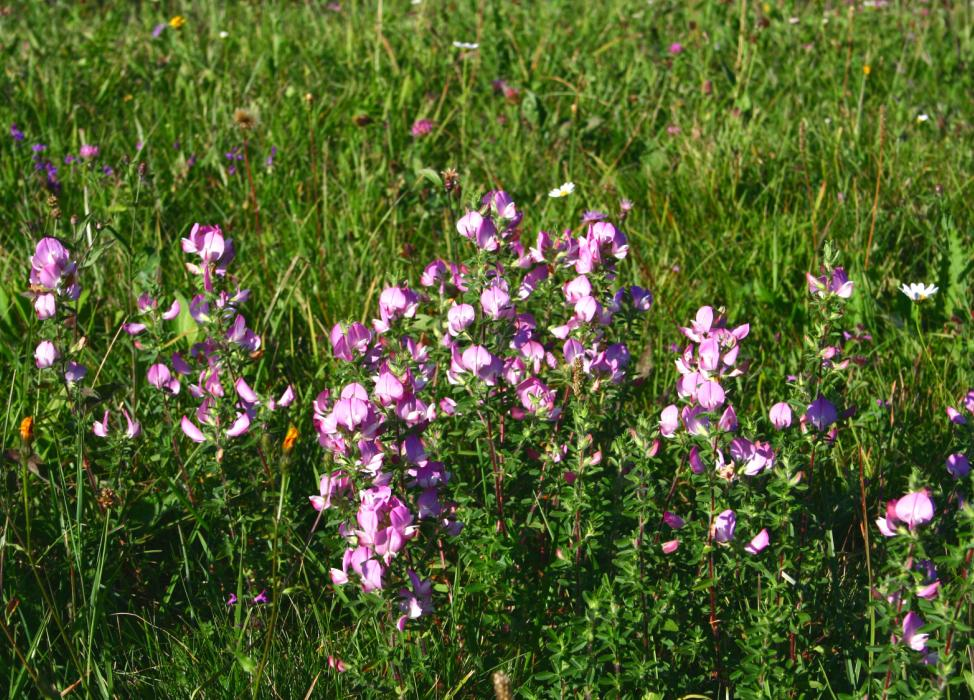
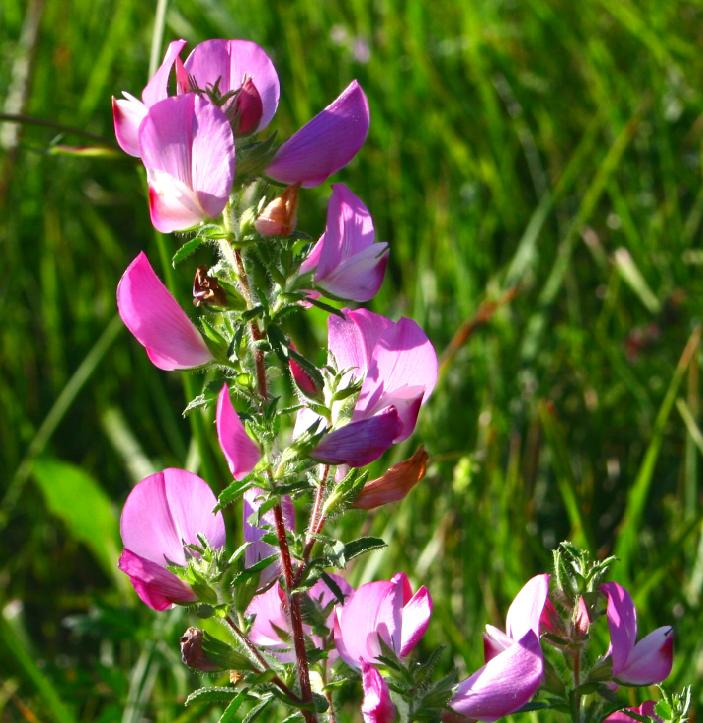
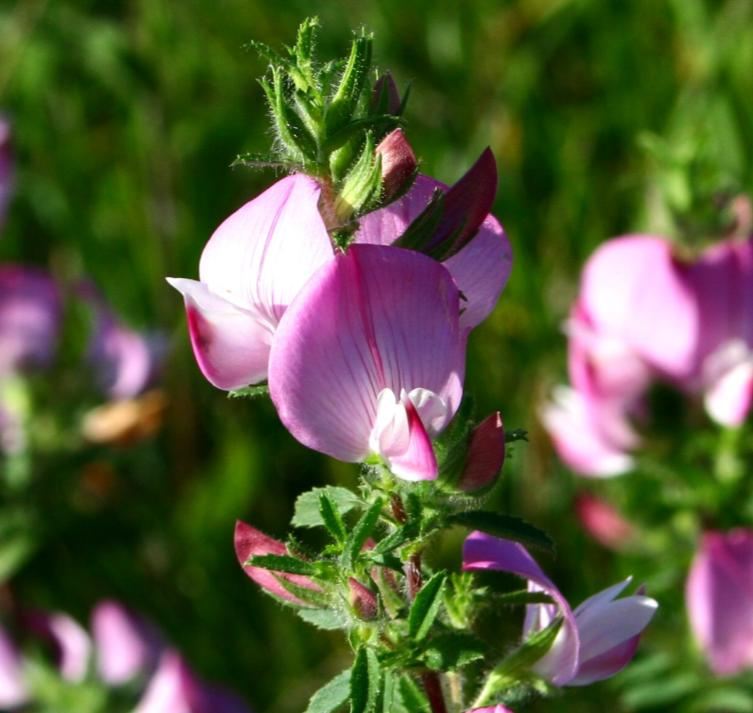